# Matt Darriau
Mathieu Jean „Matt“ Darriau (* 21. Februar 1960 in Colorado Springs) ist ein amerikanischer Musiker des Modern Jazz und der Weltmusik. Neben Altsaxophon und Klarinette spielt er auch die Hirtenflöte Kaval und den Dudelsack Gajda.

## Leben und Wirken
Darriau wuchs als Sohn des Bildhauers Jean Paul Darriau in Bloomington (Indiana) auf und wurde früh von dem Jazzprogramm von David Baker (Indiana University) geprägt. Er studierte am New England Conservatory bei George Russell und Joe Maneri. Mit George Schuller gründete er dort die Großformation Orange Then Blue, die das Repertoire von Charles Mingus und Thelonious Monk und die Third-Stream-Kompositionen von Gunther Schuller pflegt und mit Musikern wie George Adams und John LaPorta auftrat. Weiter gründete er in Boston Les Misérables Brass Band, mit der er einen polystilistischen Ethno-Jazz spielt und Smash the Window.
Seit 1990 arbeitet Darriau in New York City. Zu seinem seit Mitte der 1990er Jahre bestehenden Paradox Trio gehört neben dem Gitarristen Brad Shepik und dem Cellisten Rufus Cappadocia der Schlagzeuger Seido Salifoski an, der aus Mazedonien stammt und daher mit den Roma- und Balkantraditionen bestens vertraut ist. Mit dem Paradox Trio war er mehrfach in Europa. Mit seiner Band Ballin' the Jack widmet er sich dem Jazz der Swing-Ära. Am bekanntesten ist er als Mitglied der Klezmatics, mit denen er regelmäßig durch Europa tourt und 2007 einen Grammy erhielt. Er interessiert sich aber auch für die keltische Musik (mit den Gruppen Whirligig und Smash the Window). Weiterhin arbeitet er mit dem Roberto Rodriguez Septet (Tzadik), mit Frank Londons Klezmer Brass Allstars (Piranah), mit dem kürzlich entstandenen Yusef Lateef Project sowie dem Recycled Waltz Orchestra. Er trat auch mit Oliver Lake, Charlie Haden, David Byrne, Sanda Weigl und Marc Ribot auf.
Darriau erhielt verschiedene Preise und Kompositionsaufträge, so von der National Endowment for the Arts und der Chamber Music America. Mit Off the Map komponierte er ein Werk für Jazz Orchestra und Musiker der Anden-, der Balkan- und der Klezmertradition.

## Diskographische Hinweise
- Flying At a Slant (Knitting Factory, 1997)
- Source (Knitting Factory, 1999)
- Gambit (Enja, 2005)